# 카드
카드(영어: card)는 원래 손에 가질 수 있는 크기의 두꺼운 종이 조각 또는 플라스틱을 의미하며, 정보 기록, 내용 증명, 정보 교환, 정보 확인 도구로 사용된다. 본래는 간단한 식별자 등을 위해 쓰는 것이었지만, 모양이 운반에 편리하기 때문에 다양한 용도로 사용되게 되었다.

## 재질
카드의 재질은 종이와 플라스틱 등이 사용된다.

## 용도

### 휴대용
- 현금인출카드, 은행카드, 직불카드
- 선불카드
  - 교통카드
- 후불 카드
  - 신용카드, ETC 카드
- 이용 카드
  - 회원 카드 (회원증)
  - 진찰 카드 (진찰권)
- 신분 카드
  - 신분증
  - 학생증
- 면허 카드
  - 운전면허증

### 유희용
- 플레잉 카드
- 트레이딩 카드